# U Microscopii
U Microscopii är en pulserande variabel av Mira Ceti-typ  i stjärnbilden Mikroskopet.
Stjärnan varierar mellan visuell magnitud +7 och 14,4 med en period av 334,29 dygn.